# 島岡健太
島岡 健太（しまおか けんた、1973年7月26日 - ）は、三重県名張市出身の元サッカー選手、サッカー指導者。ポジションはミッドフィルダー。

## 来歴
現役引退後は関西大学体育会サッカー部のコーチに就任し、2009年から監督に昇格した。
2016年、大学での指導歴を買われ、小倉隆史が監督を務めることになった名古屋グランパスのコーチに就任した。
2019年10月8日より名古屋のトップチームコーチからU-18コーチへ異動した。
2020年より東京都社会人サッカーリーグ1部の南葛SC監督に就任。2020年シーズン終了後に退任した。
2021年、名古屋時代に監督とコーチとしてともに働いた風間八宏がアカデミー技術委員長に就いたセレッソ大阪のU-18監督兼技術リーダーに就任。2022年8月には第46回日本クラブユースサッカー選手権（U-18）大会で優勝した。

## 人物・エピソード
- 実家は美容室を営む。
- 妹と2人兄弟。
- 小、中学生時代のニックネームは“ケンタッキー”。
- サッカー以外にもスポーツが万能で、県が主催する陸上競技大会などに何度も受賞している。
- 絵画やイラストも得意とする。
- 漫画『ONE PIECE』を愛している。

## 所属クラブ
- 桔梗が丘ジュニアサッカークラブ (JSC)
- 名張市立桔梗が丘中学校
- 1989年 - 1991年 三重県立四日市中央工業高等学校
- 1992年 - 1995年 関西大学
- 1996年 鳥栖フューチャーズ
- 1997年 - 2001年 サガン鳥栖

## 個人成績
| 国内大会個人成績 | 国内大会個人成績 | 国内大会個人成績 | 国内大会個人成績 | 国内大会個人成績 | 国内大会個人成績 | 国内大会個人成績 | 国内大会個人成績 | 国内大会個人成績 | 国内大会個人成績 | 国内大会個人成績 | 国内大会個人成績 |
| 年度             | クラブ           | 背番号           | リーグ           | リーグ戦         | リーグ戦         | リーグ杯         | リーグ杯         | オープン杯       | オープン杯       | 期間通算         | 期間通算         |
| 年度             | クラブ           | 背番号           | リーグ           | 出場             | 得点             | 出場             | 得点             | 出場             | 得点             | 出場             | 得点             |
| 日本             | 日本             | 日本             | 日本             | リーグ戦         | リーグ戦         | リーグ杯         | リーグ杯         | 天皇杯           | 天皇杯           | 期間通算         | 期間通算         |
| ---------------- | ---------------- | ---------------- | ---------------- | ---------------- | ---------------- | ---------------- | ---------------- | ---------------- | ---------------- | ---------------- | ---------------- |
| 1996             | 鳥栖F            | 28               | 旧JFL            | 0                | 0                | 0                | 0                | 0                | 0                | 0                | 0                |
| 1997             | 鳥栖             | 14               | 旧JFL            | 20               | 0                | 4                | 0                | 2                | 0                | 26               | 0                |
| 1998             | 鳥栖             | 14               | 旧JFL            | 12               | 0                | -                | -                | 3                | 0                | 15               | 0                |
| 1999             | 鳥栖             | 2                | J2               | 17               | 0                | 0                | 0                | 1                | 0                | 18               | 0                |
| 2000             | 鳥栖             | 14               | J2               | 18               | 2                | 1                | 0                | 2                | 0                | 20               | 2                |
| 2001             | 鳥栖             | 14               | J2               | 25               | 0                | 0                | 0                | 0                | 0                | 25               | 0                |
| 通算             | 日本             | 日本             | J2               | 60               | 2                | 1                | 0                | 3                | 0                | 64               | 2                |
| 通算             | 日本             | 日本             | JFL              | 32               | 0                | 4                | 0                | 5                | 0                | 41               | 0                |
| 総通算           | 総通算           | 総通算           | 総通算           | 92               | 2                | 5                | 0                | 8                | 0                | 105              | 2                |

- Jリーグ初出場：1999年3月14日 - J2リーグ第1節 vsFC東京 (西が丘)
- Jリーグ初得点：2000年8月2日 - J2リーグ第26節 vs水戸ホーリーホック (ひたちなか)

## 指導歴
- 2001年 - 2016年 関西大学体育会サッカー部
  - 2001年 - 2008年 コーチ
  - 2009年 - 2016年1月 監督
- 2016年 - 2019年 名古屋グランパス
  - 2016年 - 2019年10月 トップチーム コーチ
  - 2019年10月 - 2019年12月 U-18 コーチ
- 2020年 南葛SC 監督
- 2021年 - 2024年 セレッソ大阪
  - 2021年 - 2023年 U-18監督兼技術リーダー
  - 2024年 U-12監督兼技術リーダー
- 2025年 - 南葛SC コーチ兼TD補佐